# Kvarteret Flygmaskinen

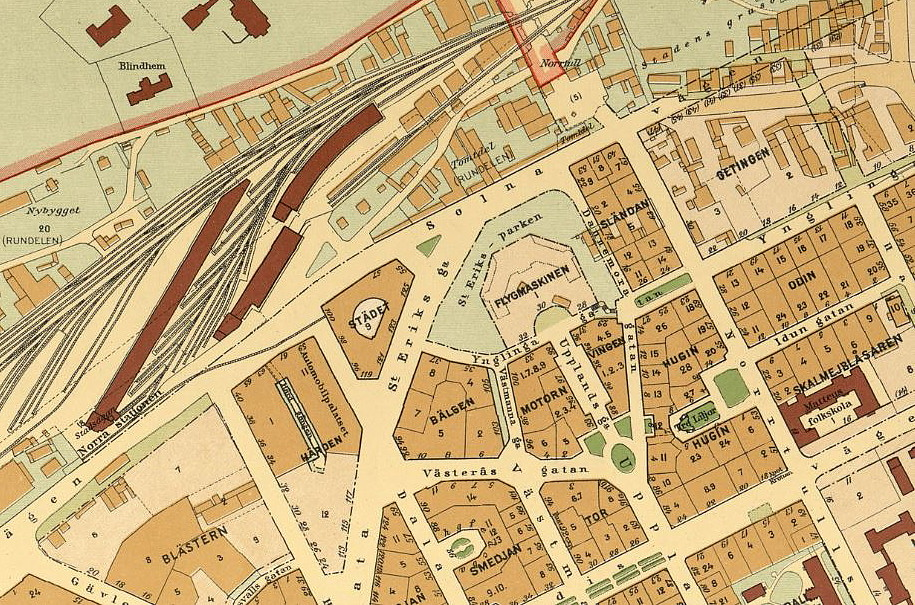
Kvarteret Flygmaskinen på plankarta från 1930-talet

Kvarteret Flygmaskinen ligger vid Sankt Eriksparken i Vasastaden i Stockholm. Kvarteret begränsas av Upplandsgatan och Västmannagatan i söder, Dannemoragatan i öster, Sankt Eriksgatan i väster och Norra Stationsgatan i norr. Kvarteret innehåller endast 1 fastighet med beteckningen Flygmaskinen 2.

## Historik
Kvarteret skapades när Röda Bergen byggdes under 1920-talet.

## Intressanta byggnader och platser i kvarteret
- Rödabergsskolan
- Sankt Eriksparken